# Фундаментальная длина
Фундаментальная длина — гипотетическая универсальная постоянная, основная константа с размерностью длины {\displaystyle l_{F}} будущей физической теории, описывающей физические явления в субмикромире, в областях пространства-времени c пространственными размерами {\displaystyle x<l_{F}}, протекающие в промежутки времени {\displaystyle t<{\frac {l_{F}}{c}}} и с энергиями процессов {\displaystyle E>{\frac {\hbar c}{l_{F}}}}. Использование понятия фундаментальной длины позволяет решить проблему расходимостей в квантовой теории поля. В будущей физической теории фундаментальная длина {\displaystyle l_{F}} будет играть роль, подобную роли постоянной Планка {\displaystyle \hbar } в квантовой механике и скорости света {\displaystyle c} в теории относительности. Из существующих физических теорий понятие фундаментальной длины используют нелокальная квантовая теория поля, теория квантованного пространства-времени. Вероятно, что фундаментальной длиной является планковская длина, так как, согласно теории супергравитации, именно на этих расстояниях, вероятно, происходит изменение физической картины мира: начинают экспериментально проявляться следствия существования дополнительных измерений пространства-времени и квантовых флуктуаций метрики.